# Krzysztof Kamil Baczyński

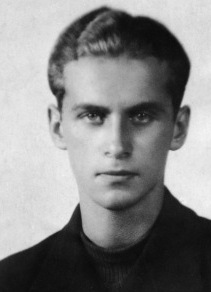
Krzysztof Kamil Baczyński

Krzysztof Kamil Baczyński (22 januari 1921 in Warschau; 4 augustus 1944 in Warschau) was een Poolse dichter. 

## Leven

### kindertijd en jeugd
Baczyński werd als zoon van de bekende schrijver, recensent, aktivist voor de Poolse  Socialistische Partij (PPS) en officier van het Poolse Legioen Stanislaw Baczynski en de uit een geassimileerde Joodse familie stammende schrijfster van schoolboeken en lerares Stefania geboren Zielenczyk geboren. Zijn moeder werd zich haar Joodse wortelen pas tijdens de Jodenvervolging bewust; dit kwam in het werk van de dichter tot uiting. Baczyński werd in een meergezinswoning, Bagatela 10, geboren. Hij was ziekelijk – als kind leed hij aan astma, had hij een zwak hart en dreigde steeds tuberculose. Vanaf 1931 bezocht hij het Stefan Batory gymnasium in Warschau en kreeg al in die tijd diepgaande kennis van de Poolse literatuur uit zijn tijd. Natuurlijk werd hij gefascineerd door het boek van Witold Gombrowicz, Ferdydurke en schreef er zelfs een variatie op: Gimnazjum imienia Boobalka (gymnasium genaamd Boobalka). Ook met de Franse literatuur was hij vertrouwt en schreef enige gedichten in die taal. Enige van zijn medescholieren bleken later lid van de paramilitaire eenheid, onder de schuilnaam Szare Szeregi (Grauwe Scharen), werkelijke naam: Zwiqzek Harcerstwa Polskiego (Poolse padvindersorganisatie). Baczyński was lid van de padvindergroep Pomarańczarni (Oranjerie of gebouw waar men ’s winters (sub-)tropische planten bewaard). Vanaf 1937 was hij bij de jeugdbond Spartakus (leider slavenopstand in Romeinse Rijk) van de PPS. Ook sympathiseerde met het Trotzkisme. Baczyński ging niet graag naar school, spijbelde vaak en had slechte cijfers. Na het gymnasium bezocht hij in hetzelfde gebouw een tweejarige Humanistische opleiding. In deze tijd werd hij lid van het de organisatie van de Spartakusbond en werkte hij in de redactie van het in 1938 ontstane en met de Spartakusbond gelieerde tijdschrift Strzały (Schoten). Hij hanteerde Emil als pseudoniem. Zijn eerste gepubliceerde hierin gedicht was Een Bedrijfsongeval. In mei 1939 deed hij eindexamen. Het begin van de Tweede Wereldoorlog maakte een studie aan de kunstacademie onmogelijk. Zijn oorspronkelijke wens was illustrator te worden. 

### Het Verzet
Tijdens de Duitse bezetting woonde hij in de Hołówkistraat 3. Hij en zijn moeder waren aan de ‘arische’ kant van de stad gebleven en liepen vanwege hun Joodse afstamming gevaar standrechtelijk te worden doodgeschoten. Vanaf de herfst 1942 tot 1943 studeerde Baczyński Poolse taal- en letterkunde aan de ondergrondse universiteit van Warschau. Om in zijn levensonderhoud te voorzien werkte hij ook als glazenier, schilder, telefonist en in de kolenmijnbouw. Tegelijkertijd studeerde hij ook aan een school voor schilderkunst en grafisch ontwerp. Op 3 juni 1942 trouwde BaczZyński met de 20-jarige Barbara Drabczynska, ook een studente in de Poolse taal- en letterkunde aan de ondergrondse universiteit.   
Vanaf juli 1943 was Baczyński actief in het regiment Alek van de 2e compagnie Rudy van het Bataljon Zośka onder de pseudoniemen Krzysztof  en  Zieliński in het Poolse thuisleger. Om zich volledig aan het verzet en aan de poëzie te kunnen wijden gaf hij zijn studie op, al nam hij zich voor later weer verder te gaan. In zijn woning verstopte hij wapens, munitie, handboeken, landkaarten en spullen voor de ondergrondse pers. Hij nam deel aan een sabotageactie om een van het Oostfront naar Berlijn rijdende trein te laten ontsporen. 
Na afsluiting van een officierscursus van de officiersreserveschool Agricola werd hij op 25 mei 1945 bevorderd tot podharcmistriz (titel voor onderofficier in het verzet, bij padvinders ‘gids’). Daarnaast leidt hij de literaire redactie van het van december 1943 tot april 1944 bestaande verzetsblad voor cultuur Droga (De Weg). Vanaf 1 juli 1944 werd hij ‘wegens geringe bruikbaarheid in het veld’ met de onofficiële functie van Chef van de perseenheid vrij van dienstverplichtingen. Enige dagen later nam hij, onder het pseudoniem Krzyś de plaatsvervangende leiding van het padvinders bataillon Parasol. 

### Tijdens de Opstand van Warschau
De Opstand van Warschau verraste Krzysztof Baczyński op het plein voor het theater van Warschau, toen hij op weg was voor zijn eenheid militaire laarzen op te halen. Daardoor kon het stadsdeel Wola en zijn bataljon niet meer bereiken. Hij sloot zich aan bij een groep vrijwilligers onder leiding van Lesław Kossowski. Om circa 16.00 uur kwam hij op 4 augustus 1944 om het leven, hoogstwaarschijnlijk door een Duitse scherpschutter. Hij werd eerst aan de achterzijde van het paleis begraven; na de oorlog werden zijn lichamelijke overblijfselen naar het militaire kerkhof Powązki overgebracht. Zijn graf wordt daar aangegeven door A22-5-25. Op 1 september verloor ook zijn zwangere vrouw haar leven tijdens de opstand. Zij werd naast hem begraven. 

## Gedicht
Sur le pont d’Avignon

Dit gedicht is een zonnestraal op een muur

zoals alle lentefotografie.

Ik zal je cantates van regen brengen –

vage muzieknoten in een luchtbel

water als water inademend.

Niet geziene dansen

‘Op de brug van Avignon’

Groene, oude muziek

Als tot leven gebrachte broodjes.

Adem die droom en je zult het horen

Als een straal – een doordringende toon

In een ijle, wolkeloze lucht

Dansen de lommerrijke jurken van dienstmeisjes

‘sur le pont d’Avignon’

In de bomen, in ramen ingelijst

door schimmen van steden – zilvergotisch. 

Draaien getaande vogels

Als lieren uit handen ontsnapt.

In groene bossen – een witte hinde

in een steeds stillere dans.

Dansen mannen, dansen vrouwen

‘Sur le pont d’Avignon'.

na moście w Awinion

Ten wiersz jest żyłką słoneczną na ścianie

jak fotografia wszystkich wiosen.

Kantyczki deszczu ci przyniosę –

wyblakłe nutki w nieba dzwon

jak wody wiatrem oddychanie.

Tańczą panowie niewidzialni

"na moście w Awinion".

Zielone, staroświeckie granie

jak anemiczne pączki ciszy.

Odetchnij drzewem, to usłyszysz

jak promień - naprężony ton,

jak na najcieńszej wiatru gamie

tańczą liściaste sukni.

W drzewach, w zielonych okien ramie

przez widma miast - srebrzysty gotyk.

Wirują ptaki płowozłote

jak lutnie, co uciekły z rąk.

W lasachzielonych - białe łanie

uchodzą w coraz cichszy taniec.

Tańczą panowie, tańczą panie

"na moście w Awinion".

## Werken
Zijn werk bestaat uit  ongeveer 500 gedichten, enkele tientallen poëmen en circa 20 verhalen. Zijn gehele werk bleef behouden. 
Belangrijke dichtbundels zijn:
•	Zamknięty echem (Stille echo), zomer 1940

•	Dwie miłości (Twee liefdes), herfst 1940

•	Wiersze wybrane (Bloemlezing), mei 1942

•	Arkusz poetycki Nr 1, (Poëzieblad nr. 1), 1944

•	Śpiew z pożogi (Gezang uit het vuur), 1944
- Bibsys: 90731329
- Bibliothèque nationale de France: cb12096747b (data)
- CiNii: DA08597392
- Gemeinsame Normdatei: 119257890
- International Standard Name Identifier: 0000 0001 2096 3494
- Library of Congress Control Number: n81144507
- MusicBrainz: 70e760b2-ff6f-4a3f-a8a9-bb2a0a5c504f
- Nationale Bibliotheek van Tsjechië: jn20000700096
- Nationale bibliotheek van Australië: 35821208
- Nationale Bibliotheek van Israël: 987007399869405171
- Nationale en Universitaire bibliotheek Zagreb: 000621513
- Nederlandse Thesaurus van Auteursnamen: 070245746
- Système universitaire de documentation: 029315182
- Trove: 1102813
- Virtual International Authority File: 68957459
- WorldCat: E39PBJvmHrFtrd6gThvc678DMP